# Hans Schwenkhagen
Hans Fritz Carl Schwenkhagen (* 25. Juli 1900 in Magdeburg; † 9. September 1958 in Wuppertal) war ein deutscher Elektroingenieur und Hochschullehrer.

## Leben
Schwenkhagen studierte von 1919 bis 1923 Elektrotechnik an der Technischen Hochschule in Berlin und wurde dort 1926 zum Dr.-Ing. promoviert. Von 1924 bis 1933 war er in der Industrie tätig. Nach der Habilitation an der TH Berlin (1934) war er zunächst Vertreter seines ehemaligen Lehrers Ernst Orlich in Berlin. 1935 wurde er als außerordentlicher, 1937 als ordentlicher Professor für Theoretische Elektrotechnik an die Technische Hochschule Danzig berufen. Nach dem Zweiten Weltkrieg war er selbständiger Ingenieur, geschäftsführendes Vorstandsmitglied und wissenschaftlicher Leiter der Technischen Akademie Bergisch-Land in Wuppertal. Das von ihm bearbeitete Fachwörterbuch Elektrotechnik, ab der zweiten Auflage Wörterbuch Elektrotechnik und Elektronik ist ein Standardwerk und wurde mehrfach neu aufgelegt. Er gehörte dem Verein Deutscher Ingenieure (VDI) mit der Mitgliedsnummer 521475 an.

## Veröffentlichungen
- Untersuchungen über Stromverdrängung in rechteckigen Leitern (Berlin 1927)
- Atomphysik (Iserlohn 1948)
- Allgemeine Wechselstromlehre. 2 Bände (Berlin 1951/59)
- Fachwörterbuch Elektrotechnik. Deutsch-Englisch, Englisch-Deutsch (Essen 1959, 6. Auflage 1999)
- Untersuchung elektrischer Aufladungserscheinungen in der Atmosphäre (Köln 1965)